# 巴拉爾島
在托爾金（J. R. R. Tolkien）奇幻小說的中土大陸，巴拉爾島（Isle of Balar）是貝爾蘭（Beleriand）精靈及伊甸人（Edain）的避難地。
巴拉爾島位於貝爾蘭以南的巴拉爾灣（Bay of Balar），傳說是伊瑞西亞島（Tol Eressëa）的北端，但當烏歐牟（Ulmo）以伊瑞西亞島運送精靈去阿門洲（Aman）時，這部分破裂。班戈拉赫戰役（Dagor Bragollach）爆發之前，貢多林（Gondolin）的特剛（Turgon）在島上有前哨，他在這裡向阿門洲派出使者，但沒有使者能到達阿門洲，只有精靈佛龍威（Voronwë）可返回中土大陸。
法拉斯（Falas）覆滅後，法拉斯港口的倖存者在瑟丹（Círdan）領導下到達巴拉爾島暫住，巴拉爾島及阿佛尼恩（Arvernien）都保持緊密關係，瑟丹協助埃蘭迪爾（Eärendil）打造船隻威基洛特（Vingilótë），使埃蘭迪爾尋找維林諾（Valinor）。
憤怒之戰（War of Wrath）期間，很多辛達族精靈（Sindar）及諾多精靈（Noldor）在巴拉爾島集結，一些戰爭倖存者也在巴拉爾島聚集。一些精靈由這裡前往林頓（Lindon），伊甸人則前往新的島嶼努曼諾爾（Númenor）。